# Veia de Giacomini
A Veia de Giacomini é uma veia comunicante entre a veia pequena safena (VPS) e a veia grande safena (VGS). Foi assim denominada pelo anatomista italiano Carlo Giacomini (1840-1898). Esta veia percorre a face postero-interna da coxa como uma continuação do tronco ou uma tributária da (VPS).Num estudo efetuado foi encontrada em cerca de dois terços dos membros inferiores. Outros encontram-na em cerca de 92% dos membros inferiores estudados. Está localizada abaixo da fascia superficial e a sua insuficiência parece ter pouca relevância nos doentes com doença varicosa. Porém o uso da ultrassonografia despertou um novo interesse por esta veia. Ela atua sobretudo como uma variante da drenagem da (VPS) a qual se continua para drenar na (VGS) no terço médio desta veia, em vez de drenar na veia poplítea.
O sentido do fluxo é habitualmente anterógrado (o sentido fisiológico) mas pode ser retrógrado quando esta veia atua como um desvio de drenagem da (VGS) insuficiente para a (VPS), colaborando assim na drenagem.
Muitas discussões existem acerca desta veia. O sentido retrógrado não significa forçosamente que esta veia esteja insuficiente mas pode significar exclusivamente que ela está a colaborar na drenagem da (VGS) e o seu tratamento abusivo poderá ser nocivo à drenagem do território da (VGS)